# قائمة أفلام المحقق كونان
المحقق كونان (باليابانية: 名探偵コナン، بالروماجي: Meitantei Conan)، تنطق (باليابانية:  ميه‌‌تانتيه كۆنان أي (المحقق العظيم كونان)  وتُترجم رسميًا إلى المحقق كونان) هي سلسلة مانغا ومسلسل أنمي وحلقات أوفا وعدة أفلام يابانية، من تأليف رسام المانغا الياباني غوشو أوياما.
بدأت المانغا في 18 يونيو عام 1994 وتحوّلت إلى مسلسل أنمي في 8 يناير 1996 في اليابان. واستمر الإصدار حيث وصل عدد الفصول إلى أكثر من 1140 فصلًا واضعةً المانغا الخاصة بالمحقق كونان في المرتبة الـ 22 في ترتيب المانغا الأكثر إصدارًا. فحققت المانغا نجاحًا باهرًا بعدما وصلت عدد النسخ المبيعة في اليابان إلى أكثر من 120 مليون نسخة. وتُنشر المانغا أسبوعيًا في مجلة شونن سنداي منذ 18 يونيو 1994، ثمّ يتم إنتاج حلقات الأنمي الخاصة بها بواسطة أستوديو طوكيو موفي شينشا ويخرج الحلقات كينجي كوداما وياسويشيرو ياماموتو ويعرض في اليابان على قناة نيبون تي في  وقناة يوميأوري وقناة أنيماكس
أُذيعت الحلقة الأولى في 8 يناير 1996 وعُرضت الحلقات بالتوالي إلى أن وصلت إلى أكثر من 1161 حلقة، وبذلك يحتل المركز الخامس عشر في قائمة أكثر الأنميات من حيث عدد الحلقات. يتم عرض حلقة واحدة من الأنمي أسبوعيًا على نبون تي في إلَّا في حالات عرض الأفلام فإنها قد تتأجل إلى أسبوعين أو أكثر. كما بُني على السلسلة 28 فيلمًا صدر أولها في 19 أبريل 1997، وبعدها تم إصدار باقي الأفلام بمعدل فيلم لكل عام. كما تم إصدار 12 حلقة فيديو قصيرة (OVA) تبلغ مدة عرض كل حلقة حوالي 25 دقيقة.
يُعتبر هذا العمل الفني إعادة إحياء لشخصية المحقق شارلوك هولمز بصورة عصرية في إطار أحداث تتسم بالجريمة والغموض المثار حولها إلى جانب القليل من الرومانسية. كما أن العمل الفني ينقل وبشكل واضح للمشاهدين الثقافة والحياة العصرية في اليابان، ويظهر ذلك بوضوح في الأفلام. تميز المؤلف غوشو أوياما في سرد أحداث المسلسل وربط حلقاته دون انفراط لمدة ما يقارب 20 سنة من خلال المانغا، كما نجح كاتسو أونو المؤلف الموسيقي في دعم القصة من خلال الموسيقى التصويرية والأغاني لبدايات ونهايات الحلقات والأفلام.

## الأفلام
صدر حتى الآن 28 فيلمًا من سلسلة أفلام المحقق كونان والَّتي كما جرت العادة لا يكتبها المؤلف غوشو أوياما بنفسه، بل هناك كتاب آخرون يشاركون في تأليف الفيلم، وأحيانًا يقتصر الفيلم الواحد على مؤلف واحد. جرت العادة أن يتم طرح الأفلام في السينما اليابانية في شهر أبريل من كل عام. بدأت تلك السلسلة في 19 أبريل 1997 عندما عُرضً الفيلم الأول تحت عنوان العد التنازلي لناطحة السحاب (اللحظة الأخيرة في الدبلجة العربية)، ومنذ ذلك الحين، ويشهد شهر أبريل من كل عام فيلماً جديداً يضاف لسلسلة أفلام المحقق كونان. آخر تلك الأفلام الَّتي تم عرضها هو الفيلم الثامن والعشرون (ذكريات ذي العين الواحدة) والَّذي عرض في أبريل من عام 2025 يُذكر أن للفيلم العشرون (الكابوس الأشد سواداً) طابع خاص، حيث يُعتبر هذا الفيلم جزءاً من احتفالية الطاقم بمرور 20 سنة على سلسلة المانغا، وقد عرض في 16 أبريل 2016.
أما على صعيد الإيرادات، فقد حقَّق الفيلم الثامن (ساحر السماء الفضية) أعلى نسبة مبيعات للأفلام المنتجة في اليابان لذلك العام في عام 2004، حيث حقَّق أرباحاً بلغت 2.8 مليار ين. لكن هذه الإيرادات لم تكن كافية لجعل الفيلم الثامن من ضمن أكثر أفلام المحقق كونان كسباً للإيرادات.
احتل الفيلم الثالث والعشرين (القبضة اللازوردية) المركز الأول من ناحية الإيرادات السينمائية، حيث حقَّق 9.31 مليار ين ياباني في اليابان فقط، وحقًّق 120 مليون دولار أمريكي خلال عرضه خارج اليابان. هذه الأرقام سمحت للفيلم بدخول قائمة أعلى الأفلام دخلًا في اليابان حيث احتل المركز الثالث عشر، مما يجعله أنجح أفلام السلسلة من ناحية الإيرادات. لم يكن الفيلم الثاني والعشرين (جلاد زيرو) سيئاً إذا ما قورن بباقي الأفلام. قدد حقَّق أرباحاً قياسية بلغت 9.18 مليار ين ياباني في اليابان فقط، حقَّق ما يقارب 108.1 مليون دولار أمريكي خلال عرضه خارج اليابان، مما يجعله يحتل المركز الرابع عشر في قائمة أعلى الأفلام دخلا في اليابان، ليصبح ثاني أنجح أفلام السلسلة من ناحية الإيرادات.
أما المرتبة الثالثة فكانت من نصيب الفيلم العشرين (الكابوس الأشد سواداً)؛ حيث حقَّق أرباحاً قياسية بلغت 6.33 مليار ين ياباني في اليابان فقط، وحقَّق حوالي 66.9 مليون دولار أمريكي خلال عرضه خارج اليابان، بينما احتل الفيلم الحادي والعشرين (رسالة الحب القرمزية) المرتبة الرابعة بعدما حقَّق أرباحاً بلغت 6.87 مليار ين ياباني (63.1 مليون دولار أمريكي)؛ فخلال عرضه في خارج اليابان، حقَّق الفيلم أرباحًا إجمالية بقيمة 102.02 مليون دولار أمريكي اعتبارًا من 25 نوفمبر 2018، أي ما يعادل 11.5 مليار ين ياباني. ثم تلاه الفيلم التاسع عشر (تباعات الشمس الجهنمية) الَّذي حصد على أرباح بلغت 4,45 مليار ين ، ثم الفيلم الثامن عشر (قناص من بعد آخر) والَّذي حصد على أرباح بلغت 4 مليار ين، الَّذي تغلب بدوره على الفيلم السابع عشر (عين خفية في البحر البعيد) والَّذي حقَّق أرباحًا بلغت 3.5 مليار ين، ومتغلبًا على الفيلم الثالث عشر (المطارِد الأسود) الَّذي تظهر به المنظمة السوداء.
ومن الجدير بالذكر أن منذ الفيلم الثاني (الهدف الرابع عشر) وحتى الآن، كانت أفلام المحقق كونان دائمًا في مرتبة لا تقل عن المرتبة العشرين في أكثر الأفلام ربحًا في اليابان.
يتم إصدارات الأفلام على شريط الفيديو أو دي في دي أو قرص بلو راي، غالباً ما تكون نسخة من قرص واحد، لكن أحياناً يتم إصدار نسخة ذو قرصين. يذكر أن في 4 ديسمبر 2025 صدر الملصق الدعائي للفيلم القادم بعنوان فلاش باك ذو العين الواحدة ، والَّذي سيًعْرضَ في السينما اليابانية في تاريخ 18 أبريل 2025.

## الدبلجة
من حيث الدبلجة، فتمت دبلجة الفيلم الثاني (الهدف الرابع عشر) والفيلم الثالث (الرجل اللغز) من سلسلة الأفلام، وتم توزيعها كأقراص دي في دي مع مجلة سبيستون، ثم تم عرضهما على قناة سبيس باور. ومن الجدير بالذكر، فقد حافظت الدبلجة على الأغاني الأصلية للفيلم (باستثناء الفيلم الأول (اللحظة الأخيرة)، والَّذي استخدم فيه موسيقى ديجيمون لتعويضها) على النقيض تماماً من الحلقات العادية. ولم تقطع اللقطات الَّتي تأتي بعد شارة النهاية في الأفلام الثلاثة الأولى.
دُبلجَ عشرون فيلماً من أصل 28 فيلماً بواسطة مركز الزهرة للدبلجة وهي:
1. الفيلم الأول: العد التنازلي لناطحة السحاب تمت دبلجته تحت عنوان (اللحظة الأخيرة).
2. الفيلم الثاني: الهدف الرابع عشر واحتفظ بنفس العنوان.
3. الفيلم الثالث: ساحر القرن الأخير تمت دبلجته تحت عنوان (الرجل اللغز).
4. الفيلم الرابع: أسير في عينيها تمت دبلجته تحت عنوان (الشاهدة الوحيدة).
5. الفيلم الخامس: العد التنازلي للجنة تمت دبلجته تحت عنوان (العد التنازلي نحو المجهول).
6. الفيلم السادس: خيال شارع بيكر تمت دبلجته تحت عنوان (لغز شارع بيكر).
7. الفيلم السابع: تقاطع طرق في العاصمة القديمة و احتفظ بنفس العنوان.
8. الفيلم الثامن: ساحر السماء الفضية تمت دبلجته تحت عنوان (مخادع السماء الفضية).
9. الفيلم التاسع: استراتيجية ما فوق الاعماق تمت دبلجته تحت عنوان (استراتيجية فوق الأعماق).
10. الفيلم العاشر: لحن وداع المتحرين تمت دبلجته تحت عنوان (لحن وداع المحققين).
11. الفيلم الحادي عشر: علم القراصنة في عرض المحيط لم يدبلج.
12. الفيلم الثاني عشر: لحن كامل من الرعب لم يدبلج.
13. الفيلم الثالث عشر: المطارد الاسود لم يدبلج.
14. الفيلم الرابع عشر: السفينة الضائعة في السماء لم يدبلج.
15. الفيلم الخامس عشر: 15 دقيقة من الصمت لم يدبلج.
16. الفيلم السادس عشر: المهاجم الحادي عشر لم يدبلج.
17. الفيلم السابع عشر: عين خفية في البحر البعيد لم يدبلج.
18. الفيلم الثامن عشر: قناص من بعد آخر لم يدبلج.
19. الفيلم التاسع عشر: تباعات الشمس الجهنمية تمت دبلجته تحت عنوان (بين أزهار الشمس والرماد).
20. الفيلم العشرين: الكابوس الأشد سوادا تمت دبلجته تحت عنوان (أطياف ملونة).
21. الفيلم الواحد والعشرين: رسالة الحب القرمزية تمت دبلجته تحت عنوان (لغز الرسائل القرمزية).
22. الفيلم الثاني والعشرين: جلاد زيرو تمت دبلجته تحت عنوان (الجلاد زيرو).
23. الفيلم الثالث والعشرين: القبضة اللازوردية واحتفظ بنفس العنوان.
24. الفيلم الرابع والعشرين: الرصاصة القرمزية واحتفظ بنفس العنوان.
25. الفيلم الخامس والعشرين: عروس الهالووين تمت دبلجته تحت عنوان (عروس شيبويا).
26. الفيلم السادس والعشرين: الغواصة الحديدية السوداء واحتفظ بنفس العنوان.
27. الفيلم السابع والعشرون: لافتة المليون دولار تم دبلجته تحت عنوان (نجم المليون دولار).
28. الفيلم الثامن والعشرون: ذكريات ذي العين الواحدة تم دبلجته تحت عنوان (ومضات من الماضي).

## سلسلة الأفلام
| الرَّقم | اسم الفيلم | اسم الفيلم                   | تاريخ العرض الياباني | تاريخ العرض العربي | الأرباح بالمليار ين | المدة     | الملصق |
| ----- | --- | ---------------------------- | -------------------- | ------------------ | ------------------- | --------- | ------ |
| الرَّقم | العنوان الأصلي مع الترجمة | عنوان الدبلجة العربية الرسمي | تاريخ العرض الياباني | تاريخ العرض العربي | الأرباح بالمليار ين | المدة     | الملصق |
| 1     | العد التنازلي لناطحة السحاب (名探偵コナン 時計じかけの摩天楼) | اللحظة الأخيرة               | 19 أبريل 1997        | 12 ديسمبر 2008     | 1.1                 | 95 دقيقة  |        |
| 1     | تدور أحداث الفيلم حول دعوة تلقاها شينتشي من شخص يدعى (موريا تيجي) وهو أحد المهندسين المعماريين المشهورين، ولكنه لا يستطيع الحضور كونه لم يعد إلى شخصيته الحقيقية بعد، فيطلب من ران وأبيها الحضور بدلًا عنه مع كونان. وخلال زيارة ران مع أبيها لمعرض المباني الَّتي قام المهندس ببنائها، يتم سرقة كمية كبيرة من المتفجرات البلاستيكية من إحدى الشركات. ومن ثم يتصل المجرم ببيت الدكتور الدكتور هيروشي أغاسا لكي يتحدث إلى شينتشي، حيث أن المكالمات الخاصة بشينتشي قد تمَّ تحويلها إلى بيت الدكتور أغاسا، حيث طلب منه الحضور إلى عدة أماكن لكي يعطل عمل القنابل المزودة بمؤقتات ذكية والمزروعة في عدة أماكن، وذلك بمعرفة مكانها من خلال بعض التلميحات الَّتي أعطاها المجرم. وصادف أن تكون ران متواجدة في المكان الأخير وهو ناطحة سحاب كبيرة في وسط المدينة صممها المهندس المعماري موريا تيجي. بعدها يتم القبض على المجرم، وهو (موريا تيجي) وكان الدافع الرئيسي وراء ذلك هو امساك شينتشي لعمدة منطقة نشيتاماش بجريمة قتل، والَّتي كانت ستبنى فيها مدينة جديدة يشرف عليها (موريا تيجي) بنفسه، مما حطم حلمه. يرفض المهندس المعماري موريا تيجي إخبار الشرطة عن مكان وطريقة إبطال القنبلة، لاحظ كونان سقوط خريطة من جيب معطف (موريا تيجي)، وإذ يجد فيها طريقة لتعطيل عمل القنابل المزروعة، ثم ينطلق كونان مسرعاً إلى البرج حتى وصل إلى الطابق الموجودة فيه ران، ولكنَّ الباب كان مغلقاً بسبب سقوط الحطام عليه بعدما أغلق موريا تيجي مخارج الطوارئ والمدخل الرئيسي جراء انفجار قنبلة مزروعة، فيتصل كونان بهاتف ران ويخبرها بصوت شينتشي بالتعليمات حتى تبطل مفعول القنبلة. لكن في نهاية الأمر اكتشف كونان أن الخريطة تنقصها الخطوة الأخيرة، فيترك كونان الخيار لران في اختيار أحد السلكين الأخيرين فإما الحياة وإما الموت وصادف الحظ أن كان اختيار ران صحيحاً، بعدما قامت بقطع السلك الأزرق، وأبطلت مفعول القنبلة. وخرج الجميع من البرج بسلام. |                              |                      |                    |                     |           |        |
| 2     | الهدف الرابع عشر (名探偵コナン 14番目の標的) | الهدف الرابع عشر             | 18 أبريل 1998        | 2011               | 1.05                | 99 دقيقة  |        |
| 2     | تدور أحداث الفيلم حول الجرائم المتسلسلة، ويستخدم المجرم من أجلها أوراق اللعب بشكل تنازلي لاختيار ضحاياه بالترتيب، بحيث يحوي اسم الضحية على دلالة لورقة من أوراق اللعب. الضحية الأولى كانت المفتش جوزو ميغوري والَّذي يدل اسمه على الرقم 13 وهو الملك في ورق اللعب، حيث استطاع النجاة بعدما أصيب بواسطة سيف بشبه السيف الموجود بصورة الملك في ورق اللعب. ومن ثمَّ كانت إيري كيساكي والدة ران الضحية الثانية حيث يدل اسم كيساكي على الملكة في ورق اللعب وقد نجت هي أيضاً بعدما تناولت قطعة شوكولاتة مسمومة وقد ألحقت بالعلبة نفس الزهرة الموجودة على صورة الملكة في ورق اللعب. بينما الضحية الثالثة هو البرفيسور هيروشي أغاسا والَّذي يدل اسم شي على جاك في ورق اللعب، وقد ترك القاتل رمز مالانهاية في مسرح الجريمة للدلالة على جاك في ورق اللعب. استطاع كونان استخدام هذه التلميحات في كشف طريقة المجرم في اختيار ضحاياه، بعدما اكتشف أن جميع الضحايا لهم صلة بالمتحري كوغورو موري. وبعدما أنقذ كونان الهدف العاشر من الموت، استطاع معرفة الهدف التاسع وحددوا موعداً للقاء في مطعم حديث الإنشاء يقع تحت البحر، ويدعوا السيد آساهي كاتسويوشي عدة أشخاص للمجيء للمطعم، فيكتشف كونان أنهم الأهداف المتبقية منهم كوغورو موري نفسه والمحقق شيراتوري نيزابورو. ويبقى شخصية الهدف الأول لغزاً حتى تكتشفه ران موري بنفسها أن الضحية الأولى هو صديقها منذ الطفولة كودو شينتشي. بالرغم من معرفة الأهداف متسلسة إلَّا أنَّ المجرم استطاع قتل كل من رجل الأعمال آساهي كاتسويوشي وعارضة الأزياء أوساني نانا. بعدها ينفجر المبنى بفعل المجرم ويندفع الماء إلى الداخل، حينها علقت قدم ران في سيارة موجودة داخل الفندق! فتم إنقاذها من قبل كونان وكوغورو موري؛ لكنها تبدو مرهقة وليست في حالتها الطبيعية بسبب الغرق. ومن ثم يسبح الجميع إلى مكان آمن، فيخدر كونان كوغورو موري ويبدأ في حل القضية وكشف القاتل، حينها يكون القاتل التسلسلي هو متذوق النبيذ ساواكي كوهي، فتؤخذ ران كرهينة من قبل ساواكي، ويخطط بالهرب بواسطة طائرة عمودية، لكن في لحظة ولكن هذا في لحظة وصول الشرطة وكونان وكوغورو موري. يطلب ساواكي من كونان إعطاءه المسدس الَّذي كان بحوزة الشرطة ليضمن سلامته، فاستخدم كونان المسدس في إطلاق على ساق ران مما جعلها عبئاَ ثقيلًا على ساواكي، وتم القبض عليه من قبل موري، واستطاعوا الهرب بواسطة الطائرة العمودية قبل انهيار المبنى. يشرح هذا الفيلم سبب تسريح كوغورو موري من سلك الشرطة. ليعمل كـ متحرٍ خاص؛ حيث كان مجرم تحت الاستجواب من قبل موري والمفتش ميغوري، لكنه هرب منهم وأمسك بإيري كيساكي كرهينة، ليطلق موري على فخذ زوجته إيري بحيث لا تستطيع المشي ولا يمكن استخدامها كرهينة، وبعدها تعرض للمساءلة والتحقيق مما تسبب في فصله كشرطي. ولكن سبب انفصال ايري إيري عن زوجها موري، كان بسبب فخذ إيري الَّذي كان يؤلمها جراء الحادثة، ومع ذلك طبخت له طعاماً كعربون شكر على انقاذها ولكنه انتقد طعامها بشدة فانفصلا. |                              |                      |                    |                     |           |        |
| 3     | ساحر القرن الأخير (名探偵コナン 世紀末の魔術師) | الرجل اللغز                  | 17 أبريل 1999        | 2011               | 1.45                | 100 دقيقة |        |
| 3     | تبدأ قصة الفيلم بلغز في رسالة أرسلها كايتو كيد إلى الشرطة متحديًا من سرقة بيضة ثمينة تسمى بـ "بيضة الذكريات"، والَّتي سيتم عرضها في متحف سوزوكي والد سونوكو سوزوكي، وفي يوم السرقة؛ كيد يسرق البيضة بنجاح ويفر بطائرته الشراعية، ولكن يتمكن كونان ايدوغاوا وهيجي هاتوري من مطاردته. وفي منتصف المطاردة؛ تم إطلاق النار على عين كايتو كيد اليمنى بواسطة شخص مجهول. فيقع في البحر مما يدل على وفاته. لكن جهود الشرطة لم تفلح في البحث عن جثته. وتسترجع البيضة الثمينة الَّتي سقطت، يخرج كايتو من البحر بطريقة ما، ويتنكر بهيئة شيراتوري ويتنصت على حديث كونان مع الدكتور أغاسا فيكتشف حقيقته، ثم يقتل القاتل المجهول شخصين آخرين، ويحاول قتل كوغورو وابنته ران، لكن كونان ينقذهما، ويستطيع خداع القاتل بربطة العنق المغيرة للأصوات، ويكشف هوية القاتل والدافع لذلك، فيكون القاتل هو امرأة تدعى سيران، ويستطعيون استعادة البيضة منها، ويقبضون على سيران والَّتي تلقب بالعقرب، ثم يكون كونان على وشك كشف هويته الحقيقية لران، ولكن كايتو ينقذه من هذا الموقف بتنكره بهيئة كودو شينتشي لتبقى حقيقته سراً. |                              |                      |                    |                     |           |        |
| 4     | أسيرٌ في عينيها (名探偵コナン 瞳の中の暗殺者) | الشاهدة الوحيدة              | 22 أبريل 2000        | 2013               | 2.5                 | 99 دقيقة  |        |
| 4     | تدور القصة حول قاتل متسلسل يقتل رجال الالشرطة اليابانية واحداً تلو الآخر. وخلال حفلة في أحد الفنادق، دخلت ران وساتو إلى الحمامات، انقطع التيار الكهربائي حينها بواسطة قنبلة تم تفعيلها بواسطة هاتف خلوي. أخذت ران الكاشف الضوئي، فلمحت وجه القاتل وهو يطلق أربع رصاصات على الضابطة ميواكو ساتو، وفي محاولة منه لطلق الخامسة أطلق الرصاصة على صنبور المياة، حينها رمت ران الكاشف من شدة الخوف. ألقت ران اللوم بنفسها بعدما بسبب ما حصل للضابطة ساتو، فأغمي عليها. بعدها بلحظات وصل كونان والباقون، فقاموا بأخد ساتو بسرعة إلى المستشفى، وأخذوا ران إلى مشفىً آخر، وعندما افاقت ران كانت فاقدة الذاكرة، فتم إستدعاء طبيب نفسي يدعى كازاتو كيوسكى، وقد فسر سبب فقدان الذاكرة هو صدمة، إلى صدمة تلقتها ران بعد رؤيتها رأت للضابطة ميواكو ساتو ملقية أمامها، لكن كونان لم يصدق ذلك، فيكتشف أن ران ألقت اللوم على نفسها بعد اكتشافه بوجود بصمات ران على المستشعر الضوئي. صادف أن وقع نظر ران بعد ذهابها للمنزل على صورة خطيبها سينشي كودو فشعرت بشوق عجيب، وكلما رأت صورة له تشعر بهذا الشوق، لاحظ أبواها هذا الشوق فبدأوا بالتكلم عنه قائلين "أين هذا الغبي وران في هذه الحالة؟"، فشعر كونان بالذنب لأنه لا يستطيع مساعدتها، فقرر أن يحميها من القاتل بعد أن رأت وجهه. حاول القاتل أن يقتل ران بمحاولتين، المرة الأولى كانت ران مع والدتها في محطة القطار، فقام القاتل بدفعها إلى السكة الحديدية عند قدوم القطار، ولكن كونان أنقذها. المرة الثانية بعدما ذهبت ران إلى مدينة الملاهي الَّتي ذهبت إليها مع سينتشي لعلها تسترجع ذاكرتها، بيد أن القاتل أخذ بمطاردتها لكن كونان يكشف القاتل والَّذي هو الطبيب النفسي كازاتو كيوسكى، وقد استمر كونان في إنقاذ ران، مما دفع ران لسؤاله "لماذا تقوم بانقاذي؟" فاجابها: "لانني احبك كثيرا لانك اغلى مافي الكون" وهي نفس الكلمات الَّتي قالها كوغورو موري لزوجته لإيري كيساكي. واستمر كونان وران بالهرب معاً حتى دخلوا نافورة مائية، فمدد القاتل ذراعه إلى داخل النافورة، فأصبح الأمر شبيهاً بالذي رأته ران، فاستعادت ذاكرتها، حينها أخذ كونان علبة كوكاكولا من حقيبة ران، وكان يقول كونان لران حبي حبي، وعندما هدأت مياه النافورة رماها على القاتل بواسطة حذاء الركلة الخارقة، ويتم القبض على كازاتو كيوسكى، ويكون دافعه هو انه قتل طبيباً فبدأت الشرطة اليابانية بالتحري عن الأمر، فقتلهم، وهكذا استعادت ران ذاكرتها وعادت حياتها طبيعية وسعيدة. |                              |                      |                    |                     |           |        |
| 5     | العد التنازلي للجنة (名探偵コナン 天国へのカウントダウン) | العد التنازلي نحو المجهول    | 21 أبريل 2001        | 9 مارس 2023        | 2.9                 | 99 دقيقة  |        |
| 5     | يظهر رجال المنظمة السوداء في هذا الفيلم وتكون مهمتهم تصفية مبرمج حاسوب كان يعمل مع المنظمة اسمه "هارا" وكذلك تفجير الطابق الأربعين في البرج المزدوج لشركة توكيوا (و هو أعلى برج في طوكيو) لأنه يحتوي على بيانات سرية عن المنظمة خزنها "هارا" هناك. في الوقت الَّذي قتل فيه جين "هارا" تقع سلسلة جرائم دبرها أحد راسمي جبل فوجي وذلك انتقاما من صاحبة البرجين الَّتي قسمت ببنائها هذا جبل فوجي إلى نصفين (حسب فلسفته), أثناء حفل افتتاح البرج المزدوج تقوم المنظمة السوداء بتفجير ناطحة السحاب هذه وهنا تبدأ الإثارة حيث يعلق أصدقاء كونان في الطابق الستين ولا يوجد وسيلة لإنقاذهم إلا سيارة "فورد موستنج" إستعملها كونان ورفاقه في الطيران من البرج الأول إلى الثاني وذلك باستغلال قوة التفجير في المبني حيث كانت سرعة السيارة وحدها غير كافيه! وقد بقيت هايبرا عند عداد القنبلة حيث أنها ارادت ان تموت لكي لا تسبب المشاكل لغيرها ولكن جينتا انقذها |                              |                      |                    |                     |           |        |
| 6     | خيال شارع بيكر (名探偵コナン ベイカー街 の亡霊) | لغز شارع بيكر                | 20 أبريل 2002        | 16 مارس 2023       | 3.4                 | 107 دقائق |        |
| 6     | يدخل كونان وأصدقائه في لعبة خيال علمي اسمها "كوكون", ولكن يحدث أمر غريب وهو سيطرة برمجية اسمها سفينة نوح (بالإنجليزية: Noah's Ark) على نظام التحكم في اللعبة. يبدأ كونان وأصدقائه مغامرة داخل اللعبة في لندن القديمة ويحاولون البحث والقبض على شخصية جاك السفاح بمساعدة المتحري الشهير شارلوك هولمز (ما يميز اللعبة أنها تجمع بين شخصيات حقيقة مثل السفاح جاك وخيالية مثل شارلوك هولمز) إثر هذه المغامرة يكتشف أن رئيس شركة تقنية المعلومات الَّتي برمجت الكوكون هو حفيد جاك السفاح! ينجح كونان في آخر اللعبة في إنقاذ أصدقائه من الموت ويتعرف على هيروكي سوادا المبرمج العبقري الَّذي أطلق برنامجه سفينة نوح إلى العالم الرقمي قبل أن ينتحر. |                              |                      |                    |                     |           |        |
| 7     | تقاطع طرق في العاصمة القديمة (名探偵コナン 迷宮の十字路) | تقاطع طرق في العاصمة القديمة | 19 أبريل 2003        | 30 مارس 2023       | 3.2                 | 108 دقائق |        |
| 7     | هيجي هاتوري وهو متحري الغرب يبحث عن صديقته الَّتي شاهدها تغني في أحد المعابد في مدينة كيوتو، صديقته هي هي نفسها ابنة خاله كازوها توياما، عند بحثه عنها يجد كونان ورفاقه في مدينة كيوتو لأنهم جائوا للبحث عن إحدى العصابات الَّتي سرقت تمثال من أحد المعابد. في النهاية يكتشف زعيم تلك العصابة بأن كرة الكريستال المفقودة من التمثال هي بحوزة هيجي فيقوم باختطاف كازوها كرهينة مقابل الكريستالة، يصل سينشي كودو متنكر بشكل هيجي هاتوري ويكشف ملابسات الجريمة ثم يشعر سينشي بالالم ثم يأتي هيجي متنكر بأحد حارسي المعبد ثم ضربه ضربة خفيفة ثم اكتشف انه سينشي وذهب للغابة ولاقى ران ثم خدرها بساعتهلانه لا يستطيع التقلص أمامها ثم يأتي توغو برفقته ايومي وجينتا وميتسو والمفتش ميگوري والضابط شيراتوري ويوقظونها يحاول هيجي ان ينقذ كازوها ولكن العصابة تهزمه. يلجأ إلى داخل المعبد أين يبحث عن سيف بطل ياباني قديم اسمه "بينكي" ولكن هناك المئات من الرفوف. بمساعدة كازوها يتمكن هيجي من إيجاد السيف في درجه بعد أن قام بحل لغز تقاطع طرق كيوتو. ثم يأتي توغو وأصحابه للمعبد ويقبضون على العصابة. في نهاية الفيلم يكتشف هيجي أن كازوها هي نفسها تلك الفتاة الصغيرة الَّتي شاهدها تغني في المعبد. وقد قام سينشي بالتكر على شكل هيجي لإنقاذ كازوها ولكنه كُشف وعندما كان على وشك التقلص ليعود كونان طلب منه هيجي الاختباء في الغابة وهناك التقى بران موري. |                              |                      |                    |                     |           |        |
| 8     | ساحر السماء الفضية (名探偵コナン 銀翼の奇術師) | مخادع السماء الفضية          | 17 أبريل 2004        | 27 يوليو 2023      | 2.8                 | 110 دقائق |        |
| 8     | كايتو كيد يظهر في هذا الفيلم ويحاول سرقة خاتم الممثلة "جولي" لذلك يقوم بالتنكر بشخصية سينشي كودو (أو كونان) ولكن في النهاية لم يتمكن كونان من الإمساك به ونجح كيد في الهرب. في اليوم التالي يسافر كونان وتوغو وران وفرقة المتحرين الصغار وهايبرا والدكتور أغاسا وإيري كيساكي إلى جانب مجموعة من الممثلين بالإضافة إلى كايتو كيد الَّذي كانت متنكر بزي أحد الممثلين إلى مدينة سابورو عبر طائر تابعة لشركة sky japan. وفي أثناء الطيران تحدث جريمة قتل الممثلة "جولي" وبعد أن تم كشف المجرم، يكتشف كونان أن "جولي" ذهبت إلى غرفة القيادة وأن قبطاني الطائرة قاما بتقبيل يدها الَّتي كانت مشبعة بالسم! وهنا تبدأ المشاكل حيث يقوم كونان وكايتو كيد بقيادة الطائرة ولكن قبل نزولهم على المطار بسلام يصيب البرق والرياح الطائرة فتفقد مسارها، يكتشف كيد طريقة لهبوط الطائرة وذلك عن طريق مدرج من سيارات الشرطة في الميناء ولذلك يقوم بالقفز ثم تقوم ران بقيادة الطائرة وبعد جملة مساعدة من كونان (سينشي) ينجحون في إنقاذ الطائرة وجلعها تهبط في سلام. في هذا الفيلم تعترف ران لصديق طفولتها ((انا احبك شينتشي)) وكان هذا من خوفها وقلقها وفي هذا الفيلم ولاول مرة قامت ران بالاعتراف بحبها لسينشي. |                              |                      |                    |                     |           |        |
| 9     | إستراتيجية ما فوق الأعماق (名探偵コナン 水平線上の陰謀) | إستراتيجية فوق الأعماق       | 19 أبريل 2005        | 31 اغسطس 2023      | 2.15                | 109 دقائق |        |
| 9     | أفروديت هي باخرة ضخمة (الَّتي تظهر في الغلاف) والَّتي تمتلكها "مجموعة ياشيرو". مصممة الباخرة هي "ميناكو أكيوشي" الَّتي تكن الكره لأصحاب الشركة مالكة الباخرة. تقوم هذه الآنسة باغتيال رئيس المجموعة وزوجته وتوهم الجميع بأن الفاعل هو شخص يسمى "كساها" (الَّذي كان بدوره يخطط لاغتيالهما!). يقوم هذا الأخير بتفجير القنابل على متن السفينة بعد أن تتهمه الشرطة. بعد ذلك تبدأ السفينة في الغرق ويتم إنقاذ جميع الركاب في قوارب النجاة ولكن ران تفضل العودة للسفينة للبحث عن الهدية الَّتي أضاعتها ولكن لسوء الحظ ترتطم بأحد العوامد وتفقد وعيها. في هذه الأثناء تقوم "ميناكو أكيوشي" باحتجاز قبطان السفينة لتقوم بقتله (لأنه كان متورطا مع رؤساء مجموعة ياشيرو في عملية قتل والدها) ولكن قبل أن تفعل تكتشف أن القناصة الَّتي كانت ستستعملها قام توغو موري (والد ران) بتعطيلها. يظهر هذا الأخير وقد كشف كافة ملابسات القضية. بعد هذا تقوم "أكيوشي ميناكو" بمهاجمة توغو وتضربه بشدة ولكنه ينتصر عليها في النهاية. بعد ذلك يراود كونان إحساس غريب بأن ران لم تنجوا ويبذل جهده للبحث عنها ويجدها هو وتوغو في النهاية داخل القبو، ولكن في تلك اللحظات السفينة كانت شبه غارقة ولم يكن باستطاعة قوارب النجاة الاقتراب، ولكن تظهر مروحية خفر السواحل وتقوم بإنقاذ الأشخاص الباقيين في السفينة ولكن الحبل يميل فجأة ويسقط كونان في السفينة مرة أخرى، ولكن ران تقوم بإمساك يده عن طريق تلك الهدية الَّتي رجعت للبحث عنها في السفينة! انتهى الفيلم بقول كونان: "لقد نجونا لأننا نقلق على بعضنا البعض". |                              |                      |                    |                     |           |        |
| 10    | لحن وداع المتحرين (名探偵コナン 探偵たちの鎮魂歌) | لحن وداع المحققين            | 15 أبريل 2006        | 12 أكتوبر 2023     | 3.03                | 111 دقيقة |        |
| 10    | أحد المجرمين يقوم باستئجار توغو موري ليحل قضية محددة لم يذكر تفاصيلها ولكن طلب من موري أن يفعل ذلك عبر تلميحات خاصة! ولإجبار توغو على القيام بذلك قام هذا المجرم بإعطاء ران وباقي أصدقاء كونان ساعات تنفجر في حالة غادروا مدينة الألعاب، بطريقة ما يعرف هذا المجرم أن كونان هو سينشي ولكنه لم يره (كون عينيه مصابتان بالعمى). ينظم هيجي هاتوري وكايتو كيد الَّذي تنكر بزي هاكوبا ساجورو إلى مساعدة كونان في حل لغز هذه القضية، بعد العديد من التحريات ينجحون في كشف ملابسات القضية ويتوجهون إلى الفندق الَّذي يوجد فيه المجرم أين ينجحون في النهاية في القبض عليه بعد مجموعة من الصعوبات.... |                              |                      |                    |                     |           |        |
| 11    | علم القراصنة في عرض المحيط (名探偵コナン 紺碧の棺) | لم يُدبلج                     | 27 أبريل 2007        | لم يُدبلج           | 2.53                | 95 دقيقة  |        |
| 11    | "ماري" هي قرصانة يابانية قديمة ولها صديقة أخرى تحميها من ظهرها في أثناء المعارك تركت "ماري" كنز في جزيرة تسمى "جزيرة الإله" قبل 300 سنة! في بداية الفيلم يسافر كونان وأصدقائه بالإضافة إلى توغو وران وسونوكو إلى هذه الجزيرة ويتعرفون على مجموعة من صائدي الكنوز، تذهب ران وسونوكو للغطس رفقة المرشدة وفي أثناء غطسهم في قاع المحيط يشاهدن أسماك القرش تقوم بالفتك بأحد ثلاثة من صائدي الكنوز، ينقل هذا الأخير إلى المستشفى ولكنه مات بعد وصوله، يكتشف كونان أن هذا الحادث ليس عاديا بل هي جريمة متعمدة! (لأن أصدقاء ذلك الصياد كانوا قد وضعوا دم أسماك في بدلته ولذلك هاجمه القرش). بعد أن رأت ران صيادي الكنوز الفارين قاموا باختطافها هي وسونوكو ليستخدموهم كطعم. يصلون بعد ذلك إلى قصر تحت جزيرة مائية أين يجدون السفينة ولكن الصيادين لم يجدوا الكنوز فيقررون قتل ران وسونوكو، ولكن هاتين الأخيرتين حاولتا الدفاع عن نفسيهما بنفس طريقة القرصانة "ماري" وصديقتها (الحماية من الظهر، كما يظهر في الغلاف) ولكنهما لم تنجحا ولكن كونان يصل ويقضي على المجرمين. يبدأ الزلزال في تلك الجزيرة المائية وعليهم أن يخرجوا من ذلك الكهف فيستعملون قارورات الأوكسجين الَّتي كانت معهم وتصعد السفينة إلى سطح البحر وينجو الجميع، أحد الصيادين السابقين قال أن رسالة "ماري" لا تجعلوا الطمع في الكنوز يعمي بصيرتكم. |                              |                      |                    |                     |           |        |
| 12    | لحن كامل من الرعب (名探偵コナン 戦慄の楽譜) | لم يُدبلج                     | 19 أبريل 2008        | لم يُدبلج           | 2.42                | 116 دقيقة |        |
| 12    | تتمحور قصة هذا الفيلم حول أكاديمية موسيقية يملكها موسيقار ياباني يدعى "دوموتو كازوكي", أحد مستشاري هذا الموسيقار يحقد عليه لأنه تحول من عزف البيانو إلى عزف الأورغ! يقوم ذلك الأخير بقتل أربع موسيقيين بسبب أنهم كانوا السبب في موته ابنه، ثم يخطط لتفجير صالة دوموتو الموسيقية أثناء إقامة الاحتفال وذلك باستعمال خطة بحيث أن أصوات الأروغ هي الَّتي تفجر القنابل واستعمل المجرم موهبة موجودة لديه وهي القدرة على تمييز الأصوات بالسماع (أذن موسيقية). تقوم "أكيبا ريكو" وهي المغنية الَّتي تظهر في غلاف الفيلم بمساعدة كونان والشرطة في إيقاف تقدم المجرم قدما وذلك عن طريق الصعود للمنصة وإجبار دوموتو كازوكي على تغيير اللحن. في الأخير يتمكن كونان بمساعدة الشرطية ساتو من القبض على المجرم. |                              |                      |                    |                     |           |        |
| 13    | المطارِد الأسود (名探偵コナン 漆黒の追跡者) | لم يُدبلج                     | 18 أبريل 2009        | لم يُدبلج           | 3.5                 | 111 دقيقة |        |
| 13    | رجل يقود على طريق التلال فجأة يدرك أن فرامل سيارته لا تعمل وتسير بسرعة عالية، وتحطم سيارة في كشك حصيلة. يموت الرجل ولكنه يترك رسالة غامضة قبل الموت : " تاناباتا. كيو " وجد بجانبه قطعة من الماهوجونج بجوار جثة وعثر على ست حالات متشابهة في طريقة القتل في طوكيو، كاناغاوا، شيزوكا، ناغانو وأماكن أخرى في اليابان. بسبب ما قطعة من الماهوجونج بجانب كل ضحية، والشرطة نستنتج أن نفس الشخص أو العصابة الَّتي ارتكبت هذه الجرائم على نطاق واسع، توحدت شرطة المحافظات في اليابان للعثور على القاتل. بعد مؤتمر الشرطة حول هذه القضية، كونان يكتشف ضابط من الشرطة يخرج من المبنى بسيارة سوداء 356A بورش، الَّتي يملكها جين. ويستنتج أن أحد أعضاء المنظمة السوداء متنكر كضابط شرطة، وتسللوا إلى الاجتماع. |                              |                      |                    |                     |           |        |
| 14    | السفينة الضائعة في السماء (名探偵コナン 天空の難破船) | لم يُدبلج                     | 17 أبريل 2010        | لم يُدبلج           | 3.1                 | 102 دقيقة |        |
| 14    | قصة الفيلم تدور حول جوهرة تدعى ” سيدة السماء ” يحاول كيد سرقتها، هذه الجوهرة وضعها جيروكيشي عم سونوكو في أكبر منطاد في العالم متحديًا كيد بسرقتها. في نفس المنطاد يتواجد كل من، ران، كوغورو والبقية والذين يحضرون هناك بدعوة من سونوكو صديقة ران، ولكن فجأة يختطف المنطاد من قبل جماعة إرهابية تدعى ” شامو -- نيكو الحمراء ” الَّتي سرقت أحد الأمراض البيلوجيه ولا أحد يعرف أهدافها، فيشتد الصراع وتلتهب الأحداث وفي نهاية الأمر يكتشف (سينشي) ان زعيم تلك العصابة علي هذا المنطاد ولقد كان متنكرا على شكل أحد المصابين بهذا المرض يكتشف هذا وفي النهاية يتمكن من التغلب علية بمساعدة كيد وان هذا المرض البيولوجي لم يسرق.. |                              |                      |                    |                     |           |        |
| 15    | 15 دقيقة من الصمت (名探偵コナン 沈黙の15分) | لم يُدبلج                     | 16 أبريل 2011        | لم يُدبلج           | 3.15                | 109 دقائق |        |
| 15    | كونان وران وفرقة المتحرين الصغار وآخرون يذهبون إلى مملكة الثلوج وفي بداية الأمر يتلقى محافظ طوكيو رسالة تهديد غامضة وفي نفس اليوم ستنفجر قنبلة في مترو الأنفاق الَّذي افتتح حديثا؛ ولاكن كونان يستطيع أن ينقذ الجميع دون وقوع أي قتيل من انفجار النفق فتشتد الصراعات وتلتهب الأحداث، ويذهب للقرية الَّتي يشتبه أن يكون فيها الفاعل ثم يبدأ بالبحث وتدور الأحداث إلى أن يكتشف الفاعل ثم يحاول الهرب منه بعدما وصل إلى اصدقائه الذين كانوا مستهدفين من قبل هذا الفاعل . ويكون كونان قد عرف أن المجرم يزرع القنابل على السد ثم يحاول أن ينقذ القرية بسبب انهيار السد وخروج الماء من وراء ذلك السد فيصنع انهيارا ثلجيا لإنقاذ القرية وإيقاف الماء القادمة من السد ثم ينجح كونان في فعل ذلك ولكنه قد وقع داخل الانهيار الثلجي ثم يحاول الجميع أن ينقذوه بشتى الطرق ولكن قبل انتهاء مدة الخمسة عشر دقيقة يتمكن من إطلاق الكرة من حزامه ليرشد الجميع عن مكانه . |                              |                      |                    |                     |           |        |
| 16    | المهاجم الحادي عشر (名探偵コナン 11人目のストライカ) | لم يُدبلج                     | 14 أبريل 2012        | لم يُدبلج           | 3.25                | 110 دقائق |        |
| 16    | تتلقى وكالة موري للتحريات مكالمة هاتفية مجهولة، شخص ما يحذر من وضعه لقنبلة ويترك وراءه شفرة غامضة. مغامرة جديدة للمحقق كونان برفقة المتحرين الصغار؛ أثناء حضورهم مباراةً بين فريق طوكيو وفريق أوساكا.. فيكون المحقق كونان في موقف صعب. |                              |                      |                    |                     |           |        |
| 17    | عين خفية في البحر البعيد (広い海の中に隠され目) | لم يُدبلج                     | 20 أبريل 2013        | لم يُدبلج           | 3.5                 | 101 دقيقة |        |
| 17    | تدور أحداث قصة الفيلم حول قضية مُغلقة في سفينة ما تُدعى ايجيس محمية من قِبل وزارة الدفاع اليابانية وبالتعاون كذلك مع وزارة الدفاع البحرية الذاتية، تبدأ القصة عندما يتم العثور على جثة أحد أعضاء قوات الدفاع البحري الذاتي ناقص الذراع الأيسر بعدما عرفواً أن هنالك جاسوس قد تسلل إلى السفينة نفسها ايجيس مسبباً اضطرابات وكذلك يضع ران في خطر مُحدق للغاية، يضطر كونان مع صديقه هيجي هاتوري لمواجهة هذا الجاسوس الغامض أو كما يُدعى بحرف اكس كـ دلالة على أنه غامض ومجهول بالإضافة إلى التعديل الجديد الَّذي قام به الدكوتور أجاسا على ساعة كونان. |                              |                      |                    |                     |           |        |
| 18    | قناص من بعد آخر (名探偵コナン 異次元の狙撃手) | لم يُدبلج                     | 19 أبريل 2014        | لم يُدبلج           | 4                   | 101 دقيقة |        |
| 18    | أثناء زيارة كلٍّ من كونان وران وسونوكو سوزوكي وفريق المتحرين الصغار برفقة الدكتور أغاسا لبُرج Bell Tree Tower ذو الـ635 مترًا الَّذي لم يُفتتح للجميع بعد، يقوم قناص مجهول فجأة بقتل أحد الرجال هناك من مسافة بعيدة نسبيًا. يُلاحق كونان وماسومي سيرا الَّتي كانت موجودة هناك القناص بدراجتها النارية، ولكن الأمور تأخذ مُنحنًى عنيفًا بعد أن قام القناص بتفجير مجموعة من سيارات الشرطة. حتى الـمكتب التحقيقات الفدرالي تأخذ دورًا في المُطاردة، ولكن القناص يتمكن من الهرب عبر البحر. |                              |                      |                    |                     |           |        |
| 19    | تباعات الشمس الجهنمية (名探偵コナン 異次元の狙撃手) | بين أزهار الشمس والرماد      | 18 أبريل 2015        | 29 فبراير 2020     | 4.45                | 113 دقيقة |        |
| 19    | يضع كايتو كد عينيه على لوحة لتباعات شمس بواسطة ڤان گوخ قد أعيد إظهارها للعلن مؤخرًا، وفجأة يظهر كايتو كد ليسرق اللوحة الفنية. فتعلن عائلة سوزوكي اقامة معرض لعرض اللوحات السبع يقرر العم جيروكيشي تحدي كيد لسرقة لوحة تباعات الشمس ويعين 7 اشخاص قد سامهم المذهلين ومنهم المحقق توغوموري فيكتشف كيد ان هناك خائننا بينهم ويحاول تلفيق التهمة على كيد فيقترح المجرم اضافة زهور دوار الشمس التي قد غطاها بمادة الفوسفين القابلة لاحتراق على جميع الممرات فيحاول كيد الدخول الى المعرض بهيئة سينشي ثم يحاول المجرم ان يحرق المعرض بما فيه من الللوحة الثانية والخامسة من الحقد وهنا يحاول كيد الذي قد تنكربهيئة سينشي اخراج اللوحات التي علقت الى مصاعد اللوحات هنا يائتي كونان لمحاولة مساعة كيد وهنا تلحق ران بكونان فيطلب منها سينشي( كيد) وكونان قوتها لازالة العامدة التي علت باللوحة فتنجح ران ولاكن يتسرب خزان الماء فيغرق كل من ران وكونان وكيد فيطلب كونان من كيد ان يحملها ويطير بها عبر الفتحة التي بالاعلى فيسقط كونان ويحاول الخروج بواسطة كرتة التي يقذفها من حزامة |                              |                      |                    |                     |           |        |
| 20    | الكابوس الأشد سوادا (名探偵コナン 純黒の悪夢) | أطياف ملونة                  | 16 أبريل 2016        | 18 أبريل 2020      | 6.62                | 112 دقيقة |        |
| 20    | في ليلة مظلمة، يقتحم جاسوس مقر الشرطة ويتوصل إلى ملفات سرية للجواسيس المزروعين داخل المنظمة السوداء من قبل الكثير من الوكالات الاستخبارية (الإنجليزية MI6) (الألمانية BND) (الكندية CSIS) (الأمريكية CIAوFBI) قبل أن يتمكن الجاسوس من سرقة الملفات يصل في الوقت المناسب، تورو أمورو مع كادر من ضباط الشرطة السرية ويُمهد الجاسوس من سرقة سيارة مهرباً له وعلى الفور يطارده أمورو بسيارته"مازدا إف دى أر إكس7 Mazda FD RX " ويتنافس الاثنان في سباق على الطريق السريع لكى يهزم أحدهم الآخر وعلى وشك التسبب في تحطم كبير ولكن قبل أن يصطدما.... يقوم أكاى شويتشى بقــنص سيارة الجاسوس من غطاء محرك سيارته "الفورد موستانج المخَطّطة باللون الأحمر والأبيض" وسيارة الجاسوس تسقط من الطريق السريع في اليوم التالي، يذهب كونان وأصدقائه إلى "حديقة أسماك-مربى المائى" بطوكيو ليجدوا بجانب "العجلة الدوارة-دولاب الهواء" الموجود في وسط الحديقة "امرأة مصابة بأعين مختلفة الألوان" وتعانى من فقدان للذاكرة ولا تستطيع تذكر اسمها وهاتفها مُحَطّم يقرر كونان وأصدقائه البقاء معها ومساعدتها في استعادة ذاكرتها دون دراية كونان وأصدقائه بأن بلموت مُتربَّصة في مكان قريب ومعها مسدس كاتم للصوت وقد استمعت لكل شىء، ثم تتراجع وتتصل برفقائها:"كما خُطِّط للأمر، جين". |                              |                      |                    |                     |           |        |
| 21    | رسالة الحب القرمزية (名探偵コナン から紅の恋歌) | لغز الرسائل القرمزية         | 15 أبريل 2017        | 25 يونيو 2020      | 6.87                | 112 دقيقة |        |
| 21    | تبدأ القصة مع موموجي أوكا وهي طالبة في السنة الثانية بمدرسة كيوتو الثانوية، وهي بطلة في لعبة الورقة المعروفة باسم الهياكونين إيشو. وتدعي أنها موموجي أوكا صديقة هيجي هاتوري وأنها ستكون زوجته المستقبلية. وأثناء تواجد هيجي هاتوري مع صديقة طفولته كازوها توياما في مدينة أوساكا، يستهدف مبنى تلفزيون نيشييوري بقنبلة، لكن لحسن الحظ يقوم كونان إدوغاوا بإنقاذهم. وفي نفس الوقت يقتل شخص يلبس زي ثانوية كيوتو في طرف المدينة كيوتو. |                              |                      |                    |                     |           |        |
| 22    | جلاد زيرو (ゼロの執行人/ Zero no Shikkounin) | الجلاد زيرو                  | 13 أبريل 2018        | 29 نوفمبر 2018     | 9.1                 | 112 دقيقة |        |
| 22    | تدور أحداث القصة في قمة مبنى طوكيو حيث يحدث إنفجار مفاجئ يخلف عشرات الضحايا من رجال الشرطة، فيتم سجن المحقق النائم “موري كوغورو” كالمشتبه به الرئيسي في القضية للعثور على بصماته في مكان الحادث وبيانات في حاسوبه. كاميرات المراقبة في مكان الإنفجار تلتقط ظل “أمورو تورو” الَّذي يعمل في مكتب الأمن التابع للشرطة الوطنية، فيتعاون “كونان” معه لحل القضية وإثبات براءة “كوغورو”بعد اكتشافه أن “أمورو” هو الدافع الرئيسي للتسبب بكل هاته الحوادث!! تبدأ سلسلة حوادث غريبة في طوكيو سببها إرهاب إلكتروني، حيث ينفجر كل جهاز ذكي أو آلة كهرومنزلية متصلة بالإنترنت. يقوم المجرم بإختراق نظام “وكالة ناسا للأنباء الفضائية” ليحاول إسقاط مسبار فوق مركز الشرطة في طوكيو انتقاما منهم، مهددا بحدوث أبشع حادثة ستشهدها اليابان. |                              |                      |                    |                     |           |        |
| 23    | القبضة اللازوردية (紺青の拳 konjō no kobushi) | القبضة اللازوردية            | 12 أبريل 2019        | 13 يونيو 2019      | 8.91                | 112 دقيقة |        |
| 23    | تقع أحداث القصة في سنغافورة وهو أول فيلم من أفلام المحقق كونان تقع أحداثه خارج اليابان حين يحاول أحد المليونيرات الحصول على أعظم ياقوتة زرقاء عرفها العالم، والتى يُعتقد أنها غرقت في إحدى سفن القراصنة في نهاية القرن التاسع عشر، وتقع جريمه قتل عند عرض الياقوتة في فندق بسنغافورة، كما يتضمن الفيلم عادة اللص الشهير كويتا كيوغوكو لأول مرة في فيلم من أفلام السلسلة، ماكوتو الرابع في رياضة الكاراتية سيواجه كيد الذى سيحاول سرق الياقوتة الزرقاء، في نفس الوقت سيقوم كيد بأخذ كونان معه إلى سنغافورة رغماً عنه. |                              |                      |                    |                     |           |        |
| 24    | الرصاصة القرمزية (名探偵コナン色の弾丸 Hiiro no Dangan) | الرصاصة القرمزية             | 16 أبريل 2021        | 27 مايو 2021       | 7.65                | 112 دقيقة |        |
| 24    | مرَّة واحدة في كلّ أربع سنوات، يقام أكبر مهرجان رياضي في العالم الألعاب الأولمبية الصيفية، يصدف أنَّ تستضيف العاصمة طوكيو أحداث الألعاب الأولمبية الصيفية 2020. أثناء البطولة، يتم اختطاف عدد من رعاة البطولة المشهورين. وتنضم عائلة أكاي بأكملها؛ وفي مقدمتهم شويتشي أكاي عميل مكتب التحقيقات الفيدرالي، وشقيقه الأصغر لاعب الشوغي المحترف شوكيتشي هانيدا، وشقيقتهم الصغرى المتحرية ماسومي سيرا بالإضافة إلى والدتهم الغامضة ميري سيرا. ويتشاركون جميعهم مع كونان إدوغاوا لتحقيق هدف واحد، وهو كشف لغز الرعاة المختطفين. |                              |                      |                    |                     |           |        |
| 25    | عروس الهالووين (名探偵コナン ハロウィンの花嫁 Harōin no Hanayome) | عروس شيبويا                  | 15 أبريل 2022        | 29 أبريل 2022      | 9.78                | 111 دقيقة |        |
| 25    | تدور أحداث الفيلم حول أحداث شيبويا التي تعرض ري فرويا للخطر ، إلى جانب ظهور مفجر متنكر يُدعى "براميا" ، والذي التقى به مع زملائه المتوفين الآن من أكاديمية الشرطة قبل ثلاث سنوات. |                              |                      |                    |                     |           |        |
| 26    | الغواصة الحديدية السوداء (名探偵コナン 黒鉄の魚影サブマリン Kurogane no Sabumarin) 20 يوليو 2023 | الغواصة الحديدية السوداء     | 15 أبريل 2023        | 20 يوليو 2023      | 13.88               | 110 دقيقة |        |
| 26    | تدور أحداث الفيلم حول منشأة الإنتربول البحرية الجديدة "Pacific Buoy" ، حيث يتم اختطاف مهندسة من قبل منظمة السوداء، بحثًا عن بعض المعلومات في محرك أقراص USB الخاص بها. في غضون ذلك، يشعر كونان بالقلق من احتمال كشف هوية هايبارا خلال الحادث. |                              |                      |                    |                     |           |        |
| 27    | لافتة المليون دولار (名探偵コナン 100万ドルの五稜星 Hyaku Man Doru no Michishirube) | نجم المليون دولار            | 12 أبريل 2024        | 30 مايو 2024       | 15.8                | 111 دقيقة |        |
| 27    | يصل إشعار من كايتو كيد إلى مستودع أونوي زايباتسو في مدينة هاكوداتي بمحافظة هوكايدو. هذه المرة، يهدف كيد إلى الحصول على سيف ياباني يُقال إنه مرتبط بتوشيزو هيجيكاتا، نائب قائد الشينسينغومي، الذي عاش في نهاية فترة إيدو. كيد الذي لطالما اهتم بالجواهر الكبيرة، يستهدف الآن هذا السيف. في هذه الأثناء، قام هيجي هاتوري، المحقق الرائع من الغرب، وكونان، أيضًا بزيارة الموقع لإقامة بطولة كندو التي ستقام في هاكوداتي. في يوم إعلان السرقة، يكتشف هيجي تمويه كيد ويطارده. وفي الوقت نفسه، تم العثور على جثة تحمل جرحًا متقاطع على الصدر في منطقة مستودعات هاكوداتي. وخرج من التحقيق رجل ياباني أمريكي يعرف باسم "تاجر الموت" يعمل كتاجر أسلحة في جميع أنحاء آسيا. كان يبحث عن كنوز يعتقد أنها كانت مخبأة في مكان ما في هاكوداتي من قبل الرئيس الأول لعائلة أونوي، الذي كان مشاركاً بشكل كبير في صناعة الحرب خلال الحرب العالمية الثانية. تقول الشائعات أنه سلاح قوي لدرجة أنه يمكن أن يغير حالة الحرب التي كانت اليابان تخسرها في ذلك الوقت. ويبدو أن الكنز والسيف الذي يهدف إليه كيد لديهما صلة ما. |                              |                      |                    |                     |           |        |
| 28    | ذكريات ذي العين الواحدة (名探偵コナン 隻眼の残像 sekigan no zanzo) | ومضات من الماضي              | 18 أبريل 2025        | 3 يوليو 2025       | 11.9                | 110 دقيقة |        |
| 28    | سويهوداكي في سلسلة جبال ياتسوغاتاكي، محافظة ناغانو. ضابط شرطة محافظة ناغانو ياماتو كانسوكي على جبل ثلجي أثناء مطاردة "رجل معين "، يظهر ظل فجأة في مجال رؤية كانسوكي. وفي اللحظة التي كان فيها مشتتاً, أصابت رصاصة بندقية أطلقها أحد الأشخاص عينه اليسرى، مما أدى إلى حدوث انهيار جليدي وهدير عالي. كما هو لقد ابتلعت كانسوكي. بعد 10 أشهر. بعد تلقي تقرير يفيد بأن أحد الباحثين في منشأة المرصد الفلكي الوطني نوبياما قد تعرض لهجوم من قبل شخص ما, نجا كانسوكي بأعجوبة من انهيار جليدي.هرعت يوي أوهارا إلى مكان الحادث.أثناء التحقيق، يبدأ الهوائي المكافئ العملاق للمرصد في التحرك.ثم، لسبب ما, بدأت عين كانسوكي المصابة فجأة بالوخز بعنف.في تلك الليلة، تلقت وكالة موري للتحريات مكالمة هاتفية من محقق يُعرف باسم"واني" والذي كان زميلًا مقربًا لكوغورو منذ وقته في قسم شرطة العاصمة. نحن نحقق في حادث الإنهيار الجليدي الذي تورط فيه كانسوكي في جبل.ويقال أن اسم كوغورو كان على الرسالة. يتبع كونان كوغورو، الذي وعد بمقابلته في وقت لاحق، لكنه ينتظر.وفي الطريق إلى مكان الاجتماع، سمع صوت طلقة نارية فجأة . |                              |                      |                    |                     |           |        |

## حلقات الأفلام
- ملاحظة: عُرضت العديد من الحلقات على التلفزيون، قُبيل/بعد موعد صدور أفلام أفلام المحقق كونان بعد السينما، وتتناول الأحداث ما قبل/ما بعد أحداث الفيلم الرئيسي الَّذي سيتم عرضه. وهي حلقات قصيرة تعرف باسم «حلقات الأفلام الخاصة» أو بـ «الملف السحري» ويصل مدة عرضها ما يقارب 25 دقيقة. في بداية الأمر كانت أول تلك الحلقات جزءاً من الحلقات الخاصة. لكن، ومنذ عرض الفيلم السابع عشر، أصبحت الحلقات الخاصة جزداً من سلسلة الأنمي المعروضة أسبوعياً، مثلما هو الحال مع الحلقة 694 - الحلوى الضائعة من الدكان القديم الَّتي أصبحت الحلقة الخاصة بالفيلم السابع عشر.

| الإصدار | العنوان | تاريخ العرض   |
| 1       | أوفا 2: الستة عشر مشتبهًا | 16 يناير 2002 |
| ------- | --- | ------------- |
| 1       | مقدمة للفيلم الرابع. |               |
| 2       | أوفا 3: كونان وهيجي والطفل المفقود | 12 مارس 2003  |
| 2       | مقدمة للفيلم السابع. |               |
| 3       | حلقة خاصة 1: السفر عبر الزمن في السماء الفضية | 19 أبريل 2004 |
| 3       | يخترع الدكتور أغاسا برنامج حاسوب يُعطي هوية أي شخص في العالم فيقرر باستخدامه الكشف عن هوية كايتو كيد، فيعطيه البرنامج لمحة عن تاريخه مع بعض من مقاطع العرض المُسبق الدعائية للفيلم الثامن. لكن عندما يحاول كشف هوية كايتو كيد، يظهر هذا الأخير على الشاشة ويقول أنه اخترق هذا الحاسب. |               |
| 4       | أوفا 6: البحث عن الجوهرة المفقودة! كونان وهيجي ضد كيد! | 15 مارس 2006  |
| 4       | مقدمة للفيلم العاشر. |               |
| 5       | أوفا 7: رسالة تحدي من البروفيسور أغاسا للمتحرين الصغار | 20 أبريل 2007 |
| 5       | مقدمة للفيلم الحادي عشر. |               |
| 6       | الملف السحري 2: شينتشي كودو، قضية الجدار الغامض والمختبر الأسود | 21 أبريل 2008 |
| 6       | مقدمة للفيلم الثاني عشر. |               |
| 7       | الملف السحري 3: شينتشي وران، ذكرى قطع الماجونغ وعيد تاناباتا الصيفي | 6 أبريل 2009  |
| 7       | مقدمة للفيلم الثالث عشر. |               |
| 8       | الملف السحري 4: أوساكا وملحمة فطائر أوكونومياكي | 10 أبريل 2010 |
| 8       | مقدمة للفيلم الرابع عشر. |               |
| 9       | الملف السحري 5: نيغاتا وهدايا تذكارية من كابريشيو توكيو | 15 أبريل 2011 |
| 9       | مقدمة للفيلم الخامس عشر. |               |
| 10      | الملف السحري 6: زهرة فانتازيستا | 7 أبريل 2012  |
| 10      | مقدمة للفيلم السادس عشر. |               |
| 11      | الحلقة 742: وعد مع لاعب الدوري الياباني | 14 يونيو 2014 |
| 11      | تتمة للفيلم السادس عشر 1. |               |
| 12      | الحلقة 907: حارس الدوري الياباني | 14 يوليو 2018 |
| 12      | تتمة للفيلم السادس عشر 2. |               |
| 13      | الحلقة 1083: ما وراء كواليس المباراة الحاسمة للدوري الياباني | 13 مايو 2023  |
| 13      | تتمة للفيلم السادس عشر 3. |               |
| 14      | الحلقة 694: الحلوى اليابانية المفقودة في المحل القديم | 20 أبريل 2013 |
| 14      | مقدمة للفيلم السابع عشر. |               |
| 15      | الحلقة 735: الدعوة المُشفَّرة | 19 أبريل 2014 |
| 15      | مقدمة للفيلم الثامن عشر. |               |
| 16      | الحلقة 774: صرخة منش المفقودة | 18 أبريل 2015 |
| 16      | مقدمة للفيلم التاسع عشر. |               |
| 17      | الحلقة 813: الظل الذي يقترب من آمورو | 16 أبريل 2016 |
| 17      | مقدمة للفيلم العشرون. |               |
| 18      | الحلقة 855: لغز الحزام الأسود الَّذي تلاشى | 22 أبريل 2017 |
| 18      | مقدمة للفيلم الحادي والعشرون. |               |
| 19      | الحلقة 898: انصهار الكعك | 7 أبريل 2018  |
| 19      | مقدمة للفيلم الثاني والعشرون. |               |
| 20      | الحلقة 936: مؤامرة عملية الطهي | 13 أبريل 2019 |
| 20      | مقدمة للفيلم الثالث والعشرون. |               |
| 21      | الحلقة 1002: لغز سلة قمامة مركز تسوق مدينة بيكا | 17 أبريل 2021 |
| 21      | مقدمة للفيلم الرابع والعشرون. |               |
| 22      | الحلقة 1039: يقطينة الهالوين الطائرة | 16 أبريل 2022 |
| 22      | مقدمة للفيلم الخامس والعشرون. |               |
| 23      | الحلقة 1080: كاميرا تستهدف هايبارا | 15 أبريل 2023 |
| 23      | مقدمة للفيلم السادس والعشرون. |               |
| 24      | الحلقة 1120: سر الكنز المسروق | 13 أبريل 2024 |
| 24      | مقدمة للفيلم السابع والعشرون. |               |

## الإيرادات
| الفيلم                                        | سنة العرض | الإيرادات                                  | الإيرادات                                 | الإيرادات                                | الإيرادات                  |
| الفيلم                                        | سنة العرض | اليابان                                    | كوريا الجنوبية                            | الصين                                    | مناطق أخرى                 |
| --------------------------------------------- | --------- | ------------------------------------------ | ----------------------------------------- | ---------------------------------------- | -------------------------- |
| العد التنازلي لناطحة السحاب                   | 1997      | ¥1٬100٬000٬000                             | —                                         | —                                        | —                          |
| الهدف الرابع عشر                              | 1998      | ¥1٬850٬000٬000                             | —                                         | —                                        | —                          |
| ساحر القرن الأخير                             | 1999      | ¥2٬600٬000٬000                             | —                                         | —                                        | —                          |
| أسير في عينيها                                | 2000      | ¥2٬500٬000٬000                             | —                                         | —                                        | —                          |
| العد التنازلي إلى الجنة                       | 2001      | ¥2٬900٬000٬000                             | —                                         | —                                        | —                          |
| خيال شارع بيكر                                | 2002      | ¥3٬400٬000٬000                             | ₩717,454,500                              | —                                        | —                          |
| تقاطع طرق في العاصمة القديمة                  | 2003      | ¥3٬200٬000٬000                             | —                                         | —                                        | —                          |
| ساحر السماء الفضية                            | 2004      | ¥2٬800٬000٬000                             | ₩1,158,761,500                            | —                                        | $208,198                   |
| إستراتيجية ما فوق الأعماق                     | 2005      | ¥2٬150٬000٬000                             | ₩2,465,133,000                            | —                                        | $307,227                   |
| أغنية وداع المتحرين                           | 2006      | ¥3٬030٬000٬000                             | ₩1,199,693,100                            | —                                        | $440,288                   |
| علم القراصنة في عرض المحيط                    | 2007      | ¥2٬530٬000٬000                             | ₩1,803,389,439                            | —                                        | $345,543                   |
| لحن كامل من الرعب                             | 2008      | ¥2٬420٬000٬000                             | ₩890,692,400                              | —                                        | $480,553                   |
| المطارد الأسود                                | 2009      | ¥3٬500٬000٬000                             | ₩4,248,881,868                            | CN¥9,379,000                             | $338,651                   |
| السفينة الضائعة في السماء                     | 2010      | ¥3٬200٬000٬000                             | ₩4,065,925,171                            | —                                        | $338,651                   |
| ربع ساعة من الصمت                             | 2011      | ¥3٬150٬000٬000                             | ₩4,212,992,000                            | CN¥27,698,000                            | $842,780                   |
| المهاجم الحادي عشر                            | 2012      | ¥3٬290٬000٬000                             | ₩3,365,337,000                            | —                                        | $84,841                    |
| عين سرية في البحر البعيد                      | 2013      | ¥3٬630٬000٬000                             | —                                         | —                                        | $269,866                   |
| لوبين الثالث ضد المحقق كونان                  | 2013      | ¥4٬260٬000٬000                             | ₩1,585,872,205                            | —                                        | $133,503                   |
| قناص من بعد آخر                               | 2014      | ¥4٬110٬000٬000                             | ₩2,769,452,000                            | —                                        | $243,332                   |
| اختفاء كونان إيدوغاوا ~أسوأ يومين في التاريخ~ | 2015      | —                                          | ₩1,885,543,600                            | —                                        | —                          |
| تباعات الشمس الجهنمية                         | 2015      | ¥4٬480٬000٬000                             | ₩3,296,808,900                            | CN¥81,625,000                            | 10٬283٬331 دولار أمريكي    |
| الكابوس الأشد سوادا                           | 2016      | ¥6٬330٬000٬000                             | ₩3,877,980,500                            | CN¥31,124,000                            | $125,231                   |
| الحلقة الخاصة: المحقق المتقلص                 | 2017      | —                                          | ₩999,362,100                              | —                                        | —                          |
| رسالة الحب القرمزية                           | 2017      | ¥6٬890٬000٬000                             | ₩3,271,989,761                            | —                                        | $137,947                   |
| جلاد زيرو                                     | 2018      | ¥9٬180٬000٬000                             | ₩3,207,824,361                            | CN¥127,365,000                           | $6,388,431                 |
| القبضة اللازوردية                             | 2019      | ¥9٬310٬000٬000                             | ₩1,740,689,530                            | CN¥220,120,000                           | $364,467                   |
| المجموع الإقليمي                              |           | ¥91,760,000,000 (995,059,602 دولار أمريكي) | ₩46,763,782,935 (43,502,207 دولار أمريكي) | CN¥497,311,000 (76,338,530 دولار أمريكي) | $21,332,840                |
| المجموع الدولي                                |           | 1٬136٬233٬179 دولار أمريكي                 | 1٬136٬233٬179 دولار أمريكي                | 1٬136٬233٬179 دولار أمريكي               | 1٬136٬233٬179 دولار أمريكي |

## الأقراص
ملاحظة:ط.م = الطبعة المزدوجة (نسخة ذو قرص واحد ونسخة أخرى ذو قرصين)
| رقم الفيلم | نظام الفيديو المنزلي      | دي في دي                        | دي في دي (طبعة أخرى) | قرص بلو راي          |
| ---------- | ------------------------- | ------------------------------- | -------------------- | -------------------- |
| 1          | 8 أبريل 1998 (شوغاكوكان)  | 28 مارس 2001 (شوغاكوكان)        | 25 فبراير 2011       | 27 مايو 2011         |
| 2          | 14 أبريل 1999 (شوغاكوكان) | 28 مارس 2001 (شوغاكوكان)        | 25 فبراير 2011       | 24 يونيو 2011        |
| 3          | 12 أبريل 2000 (شوغاكوكان) | 28 مارس 2001 (شوغاكوكان)        | 25 فبراير 2011       | 22 يوليو 2011        |
| 4          | 21 أبريل 2001 (شوغاكوكان) | 24 يناير 2001 (شوغاكوكان)       | 25 فبراير 2011       | 26 أغسطس 2011        |
| 5          | 10 أبريل 2002 (شوغاكوكان) | 21 ديسمبر 2001 (شوغاكوكان)      | 25 فبراير 2011       | 23 سبتمبر 2011       |
| 6          | 9 أبريل 2003 (عالمياً)     | 18 ديسمبر 2002 (عالمياً)         | 25 فبراير 2011       | 28 أكتوبر 2011       |
| 7          | 7 أبريل 2004 (عالمياً)     | 17 ديسمبر 2003 (عالمياً)         | 25 فبراير 2011       | 24 ديسمبر 2010       |
| 8          | 6 أبريل 2005 (شوغاكوكان)  | 15 ديسمبر 2004 (عالمياً)         | 25 فبراير 2011       | 24 ديسمبر 2010       |
| 9          | -                         | 14 ديسمبر 2005 (عالمياً)         | 25 فبراير 2011       | 28 يناير 2011        |
| 10         | -                         | 13 ديسمبر 2006 (شوغاكوكان، ط.م) | 25 فبراير 2011       | 25 فبراير 2011       |
| 11         | -                         | -                               | 23 نوفمبر 2007       | 8 أبريل 2011         |
| 12         | -                         | 19 نوفمبر 2008 (شوغاكوكان، ط.م) | -                    | 22 أبريل 2011        |
| 13         | -                         | -                               | 25 نوفمبر 2009 (ط.م) | 25 نوفمبر 2009       |
| 14         | -                         | -                               | 17 نوفمبر 2010 (ط.م) | 17 نوفمبر 2010 (ط.م) |
| 15         | -                         | -                               | 23 نوفمبر 2011 (ط.م) | 23 نوفمبر 2011 (ط.م) |
| 16         | -                         | -                               | 21 نوفمبر 2012 (ط.م) | 21 نوفمبر 2012 (ط.م) |
| 17         | -                         | -                               | 7 نوفمبر 2013 (ط.م)  | 7 نوفمبر 2013 (ط.م)  |
| 18         | -                         | -                               | 26 نوفمبر 2014 (ط.م) | 26 نوفمبر 2014 (ط.م) |
| 19         | -                         | -                               | 27 نوفمبر 2015 (ط.م) | 27 نوفمبر 2015 (ط.م) |
| 20         | -                         | -                               | 26 أكتوبر 2016 (ط.م) | 26 أكتوبر 2016 (ط.م) |

## الإصدارات المصورة
بعد كل فيلم يتم إصداره، يعقبه إصدار نسخة كاريكاتير أنيمي (باليابانية: アニメコミックス، بالروماجي: Anime komikkusu)، تنطق (باليابانية:  أنيي كوميكوسو) وهي مجلدات مانغا تستخدم فيها صوراً من سلسلة الرسوم المتحركة والأفلام بدلاً من الصور المرسومة، وتعرف باسم اني مانغا. وتحتوي تلك الصور على الحوار كاملاً وتصدر عادة في شكل كتاب أو مجلة، وهي من إصدارت شركة شوغاكوكان اليابانية.
في بداية الأمر، كان إصدار كل فيلم يصاحبه إصدار مجلدين من المانغا المأخوذة من الفيلم من قبل شركة شوغاكوكان اليابانية، واستمر الحال على ماهو عليه لغاية عام 2006 عندما تغير الأمر وأصبحت اني مانغا تصدر كمجلد واحد فقط. لكن الفيلم السادس عشر (المهاجم الحادي عشر) والفيلم السابع عشر (عين خفية في البحر البعيد) صدرا - كحالة استثنائية - في مجلدين بدلاً من مجلد واحدة. يعتبر الفيلم السابع عشر (عين خفية في البحر البعيد) هو الفيلم الوحيد الَّذي تم نشر مجلدين في نفس اليوم، على خلاف باقي الأفلام الَّتي صدر لها مجلدين حيث يتم إصدار المجلدين في وقتين مختلفين. أيضاً، ومنذ بداية طبعات اني مانغا وحتى الفيلم العاشر، كان عنوان المجلد يسبقه كلمة غيكيجوبان (باليابانية: 劇場版، بالروماجي: Gekijōban)، لكن من إصدار الفيلم الحادي عشر أصبح العنوان مسبوقاً بكلمة غيكيجوبان سوليس كوميكو (باليابانية: 劇場版 アニメコミク ، بالروماجي: Gekijōban souls komikku).
| رقم الفيلم | الجزء الأول    | الجزء الأول                | الجزء الثاني   | الجزء الثاني               | الإصدار الموحد | الإصدار الموحد             |
| رقم الفيلم | تاريخ الإصدار  | الرقم المعياري للكتاب ISBN | تاريخ الإصدار  | الرقم المعياري للكتاب ISBN | تاريخ الإصدار  | الرقم المعياري للكتاب ISBN |
| ---------- | -------------- | -------------------------- | -------------- | -------------------------- | -------------- | -------------------------- |
| 1          | 18 سبتمبر 1997 | ISBN 4-09-124871-3         | 18 أكتوبر 1997 | ISBN 4-09-124872-1         | 18 يناير 2006  | ISBN 4-09-120299-3         |
| 2          | 18 سبتمبر 1998 | ISBN 4-09-124873-X         | 17 أكتوبر 1998 | ISBN 4-09-124874-8         | 18 يناير 2006  | ISBN 4-09-120300-0         |
| 3          | 18 سبتمبر 1999 | ISBN 4-09-124875-6         | 18 أكتوبر 1999 | ISBN 4-09-124876-4         | 17 فبراير 2006 | ISBN 4-09-120306-X         |
| 4          | 18 سبتمبر 2000 | ISBN 4-09-124877-2         | 18 أكتوبر 2000 | ISBN 4-09-124878-0         | 17 فبراير 2006 | ISBN 4-09-120307-8         |
| 5          | 17 نوفمبر 2001 | ISBN 4-09-124879-9         | 18 ديسمبر 2001 | ISBN 4-09-124880-2         | 17 مارس 2006   | ISBN 4-09-120309-4         |
| 6          | 18 أكتوبر 2002 | ISBN 4-09-126851-X         | 18 نوفمبر 2002 | ISBN 4-09-126852-8         | 17 مارس 2006   | ISBN 4-09-120310-8         |
| 7          | 18 نوفمبر 2003 | ISBN 4-09-127751-9         | 18 ديسمبر 2003 | ISBN 4-09-127752-7         | 15 أبريل 2006  | ISBN 4-09-120518-6         |
| 8          | 18 نوفمبر 2004 | ISBN 4-09-127753-5         | 17 ديسمبر 2004 | ISBN 4-09-127754-3         | 15 أبريل 2006  | ISBN 4-09-120515-1         |
| 9          | 18 نوفمبر 2005 | ISBN 4-09-120024-9         | 15 ديسمبر 2005 | ISBN 4-09-120025-7         | 18 أبريل 2008  | ISBN 978-4-09-121424-9     |
| 10         | 18 نوفمبر 2006 | ISBN 4-09-120808-8         | 18 ديسمبر 2006 | ISBN 4-09-120809-6         | 17 أبريل 2009  | ISBN 978-4-09-121648-9     |
| 11         | 16 نوفمبر 2007 | ISBN 978-4-09-121194-1     | 15 ديسمبر 2007 | ISBN 978-4-09-121195-8     | 16 أبريل 2010  | ISBN 978-4-09-122253-4     |
| 12         | 18 نوفمبر 2008 | ISBN 978-4-09-121475-1     | 18 ديسمبر 2008 | ISBN 978-4-09-121476-8     | 15 أبريل 2011  | ISBN 978-4-09-123025-6     |
| 13         | 18 نوفمبر 2009 | ISBN 978-4-09-122057-8     | 18 ديسمبر 2009 | ISBN 978-4-09-122058-5     | 12 أبريل 2012  | ISBN 978-4-09-123615-9     |
| 14         | 18 نوفمبر 2010 | ISBN 978-4-09-122574-0     | 17 ديسمبر 2010 | ISBN 978-4-09-122575-7     | 18 أبريل 2013  | ISBN 978-4-09-124275-4     |
| 15         | 18 نوفمبر 2011 | ISBN 978-4-09-122574-0     | 14 ديسمبر 2011 | ISBN 978-4-09-122575-7     | 18 مارس 2014   | ISBN 978-4-09-124616-5     |
| 16         | 16 نوفمبر 2012 | ISBN 978-4-09-124106-1     | 18 ديسمبر 2012 | ISBN 978-4-09-124107-8     | 18 مارس 2015   | ISBN 978-4-09-126064-2     |
| 17         | 18 نوفمبر 2013 | ISBN 978-4-09-124537-3     | 18 نوفمبر 2013 | ISBN 978-4-09-124538-0     | 18 مارس 2016   | ISBN 978-4-09-127188-4     |

## مانغا الأفلام
اعتبارا من عام 2012، تم إنتاج سلسلة من مانغا الأفلام، وهي من تأليف كل من يوتاكا آبي دينجيرو مارو، وقد ألفوا أيضاً هم بعض مجلدات المحقق كونان، وقد تم نشر هذه السلسلة من قبل شركة شوغاكوكان من خلال مجلة شونين سوبر الأحد، ثم في تانكوبون. ووضمت السلسلة حتى الآن على ثلاثة مجلدات على التوالي من الفيلم الثالث والفيلم الثالث عشر، ثم سلسلة في مجلد واحد تحتوى على الفيلم الأول ومقاطع من فيلم لوبين الثالث ضد المحقق كونان؛ وتم نشر أيضا مانغا للفيلم الثامن عشر. وجميعا لديهم نفس عنوان الفيلم الَّذي تستمد منه القصة.
|          |                        | الفيم الثالث           | الفيلم الثالث عشر      | الفيلم الأول           | كروس أوفر              | الفيلم الثامن عشر |
| -------- | ---------------------- | ---------------------- | ---------------------- | ---------------------- | ---------------------- | ----------------- |
| البداية  | البداية                | 25 يناير 2012          | 25 يناير 2013          | 25 أبريل 2014          | 25 أغسطس 2014          | 25 مايو 2015      |
| النهاية  | النهاية                | 24 ديسمبر2012          | 24 مارس 2014           | 25 يوليو 2014          | 25 أبريل 2015          | مستمر             |
| تانكوبون |                        |                        |                        |                        |                        |                   |
| 1        | تاريخ الإصدار          | 18 يونيو 2012          | 18 يونيو 2013          | 18 أغسطس 2014          | 18 مارس 2015           | 16 أكتوبر 2015    |
| 1        | رقم دولي معياري للكتاب | ISBN 978-4-09-123709-5 | ISBN 978-4-09-124327-0 | ISBN 978-4-09-125089-6 | ISBN 978-4-09-125700-0 | -                 |
| 2        | تاريخ الإصدار          | 18 سبتمبر 2012         | 17 يناير 2014          | -                      | 18 مايو 2015           | -                 |
| 2        | ISBN                   | ISBN 978-4-09-123866-5 | ISBN 978-4-09-124557-1 | -                      | ISBN 978-4-09-125835-9 | -                 |
| 3        | تاريخ الإصدار          | 18 فبراير 2013         | 18 أبريل 2014          | -                      | -                      | -                 |
| 3        | ISBN                   | ISBN 978-4-09-124029-3 | ISBN 978-4-09-124622-6 | -                      | -                      | -                 |